# Pleurothallis ciliata
Pleurothallis ciliata là một loài thực vật có hoa trong họ Lan. Loài này được Knowles & Westc. miêu tả khoa học đầu tiên năm 1837.